# Várzea Branca
Várzea Branca är en kommun i Brasilien.   Den ligger i delstaten Piauí, i den östra delen av landet, 900 km nordost om huvudstaden Brasília. Antalet invånare är 4 913.
Omgivningarna runt Várzea Branca är huvudsakligen savann. Runt Várzea Branca är det glesbefolkat, med 13 invånare per kvadratkilometer.